# Jimmy Shea
James Edmund Shea, Jr. (West Hartford, 10 de junho de 1968) é um ex-atleta americano, que competia no skeleton. Vencedor da prova masculina da modalidade nos Jogos Olímpicos de Inverno de 2002, James é a terceira geração da família a competir em Jogos Olímpicos. Seu pai competiu no combinado nórdico e no esqui cross-country nos Jogos de 1964 e seu avô conquistou duas medalhas de ouro na patinação de velocidade nos Jogos de 1932, além de fazer o juramento olímpico da edição, realizada em Lake Placid. Assim como seu avô, James Shea Jr. fez o juramento na cerimônia de abertura dos Jogos de Salt Lake City, além de carregar a tocha ao lado de seu pai na fase final do revezamento.